# Angela Borges Martins
Ângela Borges Martins ( 1945) es una botánica brasileña.
En 1980, obtuvo la licenciatura en Ciencias biológicas, realizando la defensa de su tesis de maestría por la Universidad Federal de Minas Gerais. Y en 1989, en la misma casa de altos estudios, realizó la defensa de su tesis de doctorado, titulada “ Revisão taxonômica do gênero Marcetia DC. (Melastomataceae)”.
En el Departamento de Biología Vegetal de la UNICAMP es promotora del "Gradiente Funcional BIOTA" en composición florística, estructura y funcionamiento de la selva Tropical Atlántica, y específicamente del género Lavoisiera DC., de las melastomatáceas de campos rupestres y del cerrado, flora de Grão-Mogol, y estudios taxonómicos en Trembleya.

## Algunas publicaciones
- ângela b. Martins. 2010. Revisão taxonomica do genero Cambessedesia DC. (Melastomataceae) resumen en línea

- ----------------------. 2010. Revisão taxonomica do genero Marcetia DC. -(Melastomataceae) resumen en línea

- j.l. Aranha Filho, p.w. Fritsch, f. Almeda, ângela b. Martins. 2010. Proposal to reject the name Barberina hirsuta (Symplocos hirsuta) (Symplocaceae). Taxon 59: 1287-1289

- ---------------------, c.f. Catarino de Sá, ângela b. Martins. 2010. Symplocos neblinae (Symplocaceae), um novo registro para a flora brasileira. Rodriguesia 61: 579-583

- ângela b. Martins, r. Goldenberg, joão Semir. 2009. Flora de Grão-Mogol, Minas Gerais: Melastomataceae. Boletim de Botânica 27: 73-96

- ----------------------. 2007. Nomenclatural Alterations in Microlicieae (Melastomataceae). Novon (Saint Louis, Mo.) 17: 472-475

- ----------------------, k. Matsumoto. 2005. Melastomataceae nas formações campestres do município de Carrancas, Minas Gerais. Hoehnea (São Paulo), São Paulo 32 ( 3): 389-420

- ----------------------. 2000. Three New Brazilian Species in the Genus Marcetia (Melastomataceae, Melastomeae). Novon 10 ( 3): 224-229

- ----------------------. 1999. Two New Melastomataceae From São Paulo, Brazil. Kew Bulletin 54 ( 2): 465-470

- ---------------------, e. Martins. 1996. O Gênero Miconia Ruiz e Pav. (Melastomataceae) No Estado de São Paulo. Acta Botanica Brasilica 10 ( 2): 267-316

- ----------------------. 1995. Marcetia hatschbachii (Melastomataceae: Tibouchineae): Uma Nova Espécie de Grão-Mogol, Minas Gerais. Boletim de Botânica, São Paulo 14: 43-47

- ----------------------. 1995. Notas Nomenclaturais e Taxonômicas Em Melastomataceae: Combinações Novas Em Cambessedesia DC. e Marcetia DC.. Acta Botanica Brasilica 9 ( 1): 147-149

- ----------------------. 1993. New Species in Brazilian Melastomataceae. Kew Bulletin 48 ( 2): 385-389

### Libros
- j.l. Aranha Filho, ângela b. Martins. 2011. Simplocáceas. 1.ª ed. Itajaí: Herbário Barbosa Rodrigues vol. 1. 87 pp.

### Capítulos de libros
ângela b. Martins, k. Fidanza. 2010. Melastomataceae:
- Cambessedesia. En: Forzza, R. C. et al. (org.) Catálogo de Plantas e Fungos do Brasil. 1.ª ed. Rio de Janeiro: Jardim Botânico do Rio de Janeiro, 2010, vol. 2: 1239-1240

- Chaetostoma. En: Forzza, R. C. et al. (org.) Catálogo de Plantas e Fungos do Brasil. 1.ª ed. Rio de Janeiro: Jardim Botânico do Rio de Janeiro, 2010, vol. 2: 1240-1240

- Eriocnema. En: Forzza, R. C. et al. (org.) Catálogo de Plantas e e Fungos do Brasil. 1.ª ed. Río de Janeiro: Jardim Botânico do Rio de Janeiro, 2010, v. 2, p. 1242-1242

- Lavoisiera. En: Forzza, R. C. et al. (org.) Catálogo de Plantas e Fungos do Brasil. 1.ª ed. Río de Janeiro: Jardim Botânico do Rio de Janeiro, 2010, v. 2, p. 1244-1245

- Lithobium. En: Forzza, R. C. et al. (org.) Catálogo de Plantas e Fungos do Brasil. 1.ª ed. Río de Janeiro: Jardim Botânico do Rio de Janeiro, 2010, v. 2, p. 1252-1252

- Marcetia. En: Forzza, R. C. et al. (org.) Catálogo de Plantas e Fungos do Brasil. 1.ª ed. Río de Janeiro: Jardim Botânico do Rio de Janeiro, 2010, v. 2, p. 1253-1254

- Rhynchanthera. En: Forzza, R. C. et al. (org.) Catálogo de Plantas e Fungos do Brasil. 1.ª ed. Río de Janeiro: Jardim Botânico do Rio de Janeiro, 2010, v. 1, p. 1271-1271

- Trembleya. En: Forzza, R. C. et al. (org.) Catálogo de Plantas e Fungos do Brasil. 1.ª ed. Río de Janeiro: Jardim Botânico do Rio de Janeiro, 2010, v. 2, p. 1277-1278

- Stenodon. En: Forzza, R. C. et al. (org.) Catálogo de Plantas e Fungos do Brasil. Río de Janeiro: Jardim Botânico do Rio de Janeiro, 2010, v. 2, p. 1272-

- Lavoisiera. En: Giulietti, A.M., P. de Queiroz, L., Rapini, A. & Cardoso Silva, J. M. (org.) Catálogo de espécies de plantas raras no Brasil. 1ed.Belo Horizonte: Conservação Internacional, 2009, vol. 1: 265-268

- Aciotis. En: Wanderley, M.G.L. et al. (org.) Flora Fanerogâmica do Estado de São Paulo. 1.ª ed. São Paulo: Instituto de Botânica, 2009, vol. 6: 4-4.

- Cambessedesia. En: Wanderley, M.G.L. et al. (org.) Flora Fanerogâmica do Estado de São Paulo. 1.ª ed. São Paulo: Instituto de Botânica, 2009, vol. 6: 15-17

## Honores
Revisora de periódicos
- 1998 - sigue: Novon (Saint Louis)
- 2000 - sigue: Kew Bulletin
- 2000 - sigue: Hoehnea (São Paulo)
- 1997 - sigue: Boletim de Botânica (USP)
- 2000 - sigue: Acta Botanica Brasilica
- 2004 - sigue: Revista Brasileira de Biociências
- 2005 - sigue: Iheringia. Série Botânica
- 2000 - sigue: Revista Brasileira de Botânica
- 2003 - sigue: Annals of the Missouri Botanical Garden
- 2010 - sigue: Rodriguesia

- La abreviatura «A.B.Martins» se emplea para indicar a Angela Borges Martins como autoridad en la descripción y clasificación científica de los vegetales.[6]